# Amphiglossus johannae
Amphiglossus johannae es una especie de escincomorfos de la familia Scincidae.
Es endémico del archipiélago de las Comoras.